# 弗洛倫斯·A·戴維斯
弗洛倫斯·戴維斯（英語：Florence A. Davis，1955年2月22日—），是史帶基金會的主席和董事會成員。她自1999年3月起任職。

## 生平
戴維斯畢業於威爾斯利學院的大學優秀生聯誼會，之後在紐約大學法學院成為魯特-蒂爾登學者。1979年加入蘇利文與克倫威斯法律事務所。1986年開始在摩根史丹利工作，並且晉升為全球監管事務總監。1995年成為美國國際集團副總裁兼任總法律顧問。1992年被《克萊恩紐約商業周刊》（英語：Crain's New York Business）評為40位40歲以下傑出人士。

## 個人生活
2009年8月，戴維斯與安東尼·古奇（英語：Anthony Gooch）結婚。